# Studios Rosenhügel

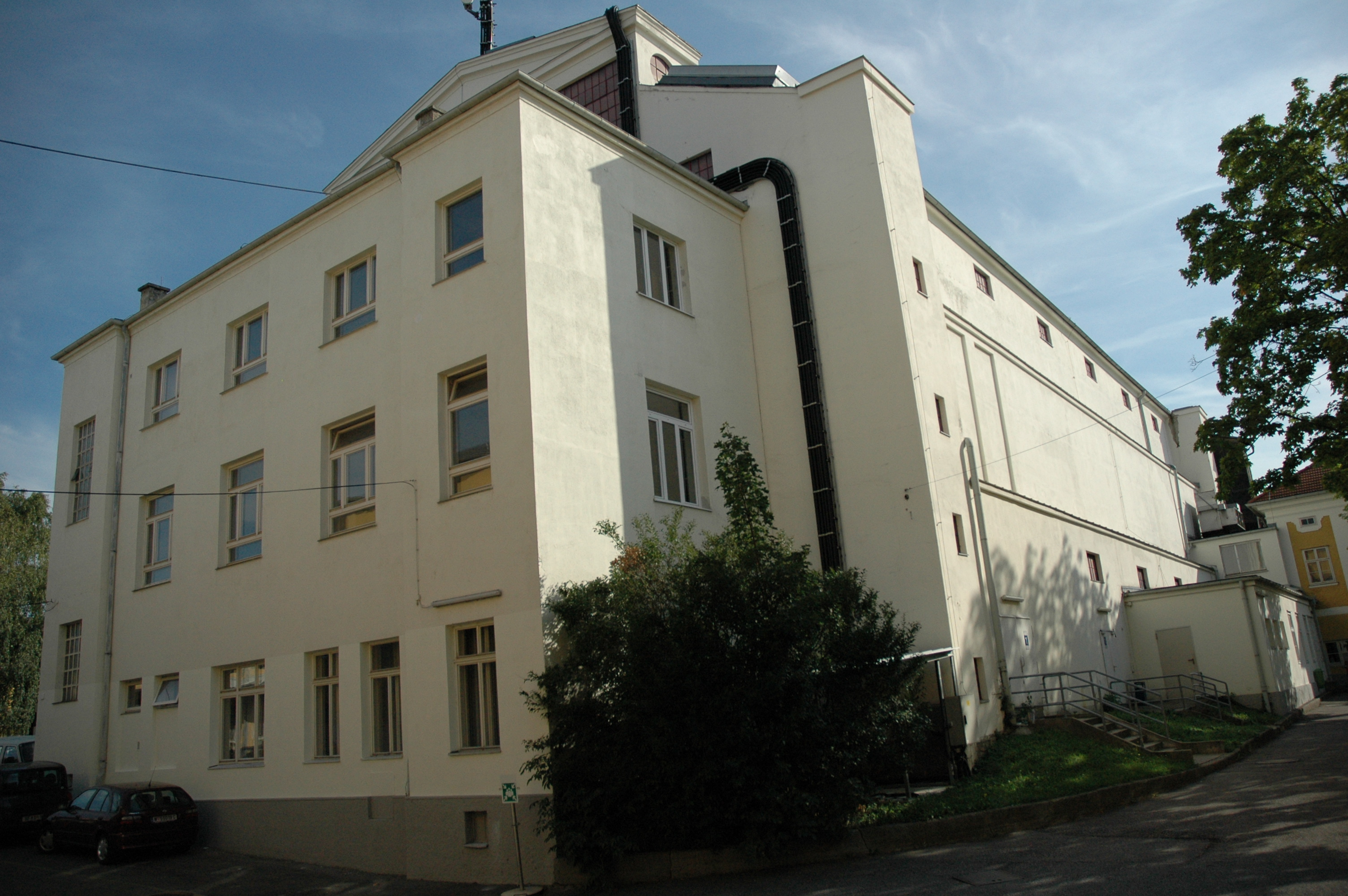
Les studios Rosenhügel en 2007.

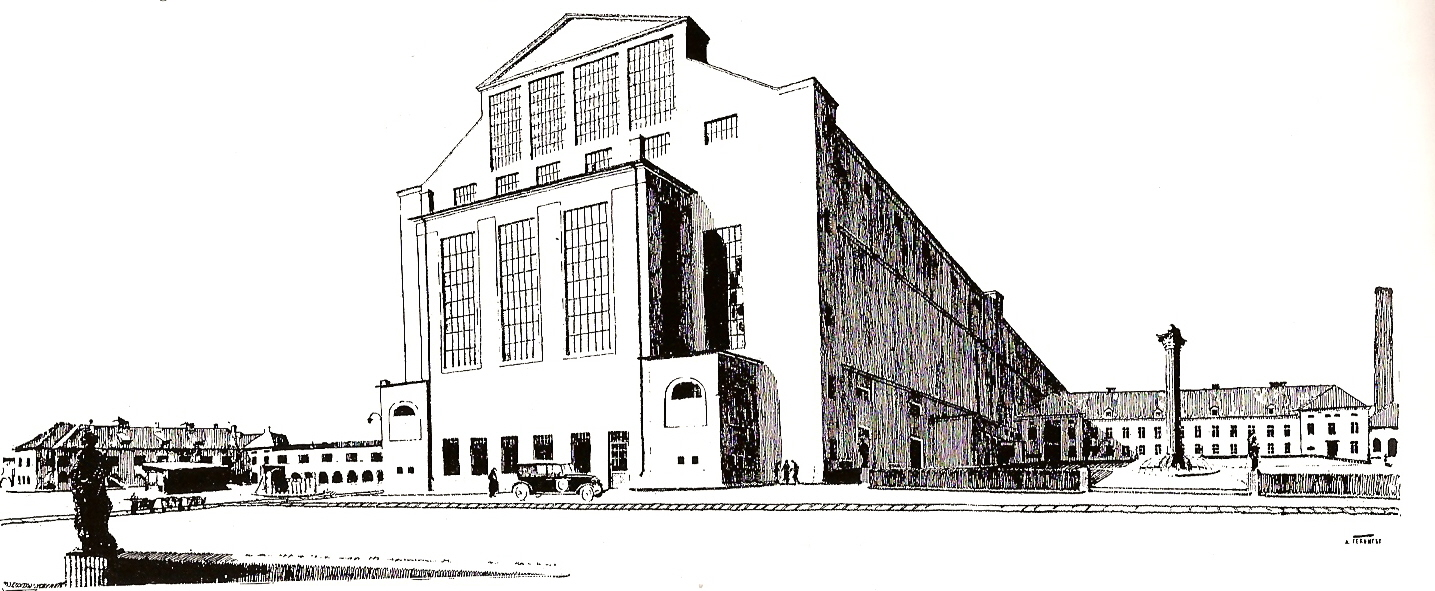
Les studios Rosenhügel.

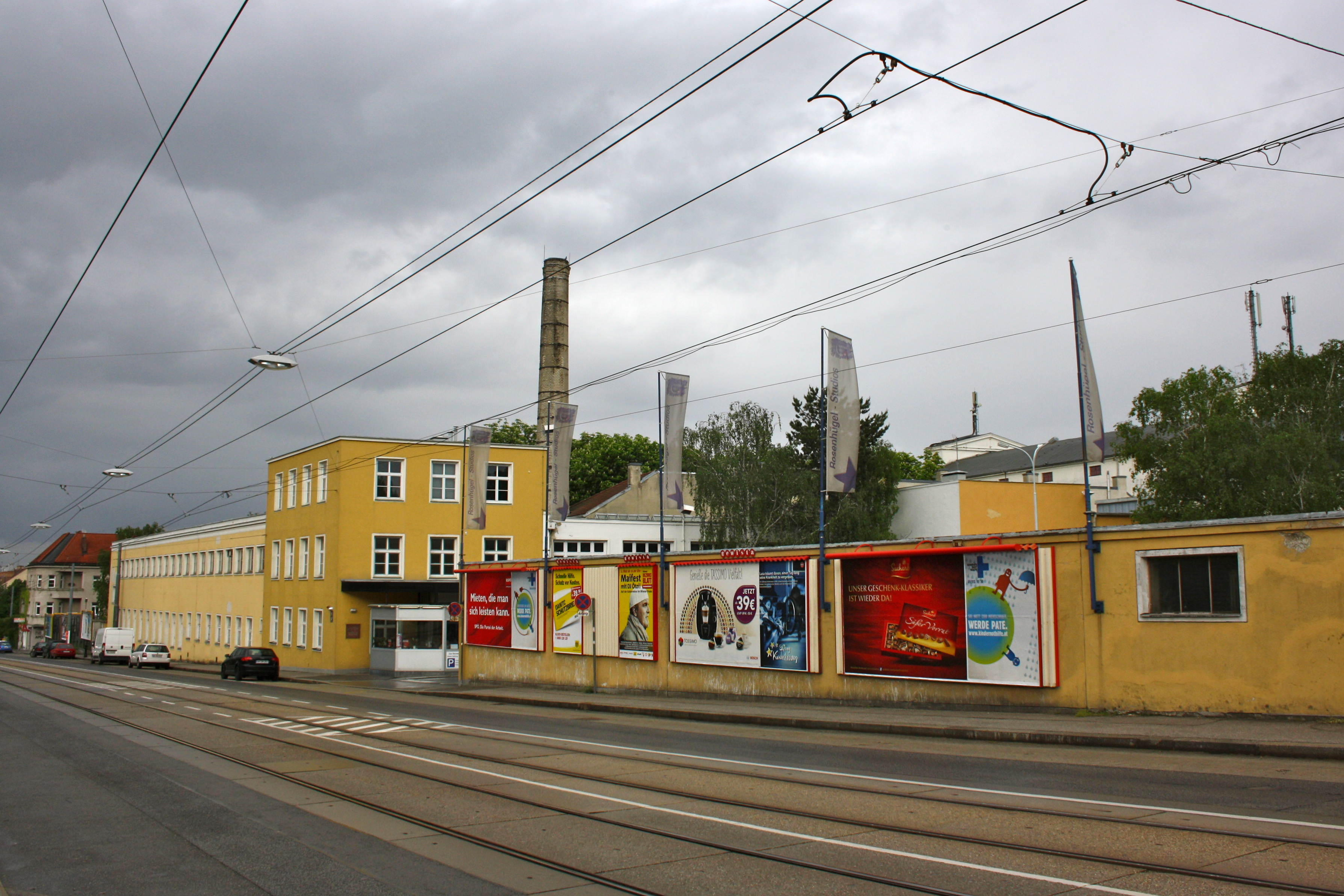
Vue des studios Rosenhügel en 2013.

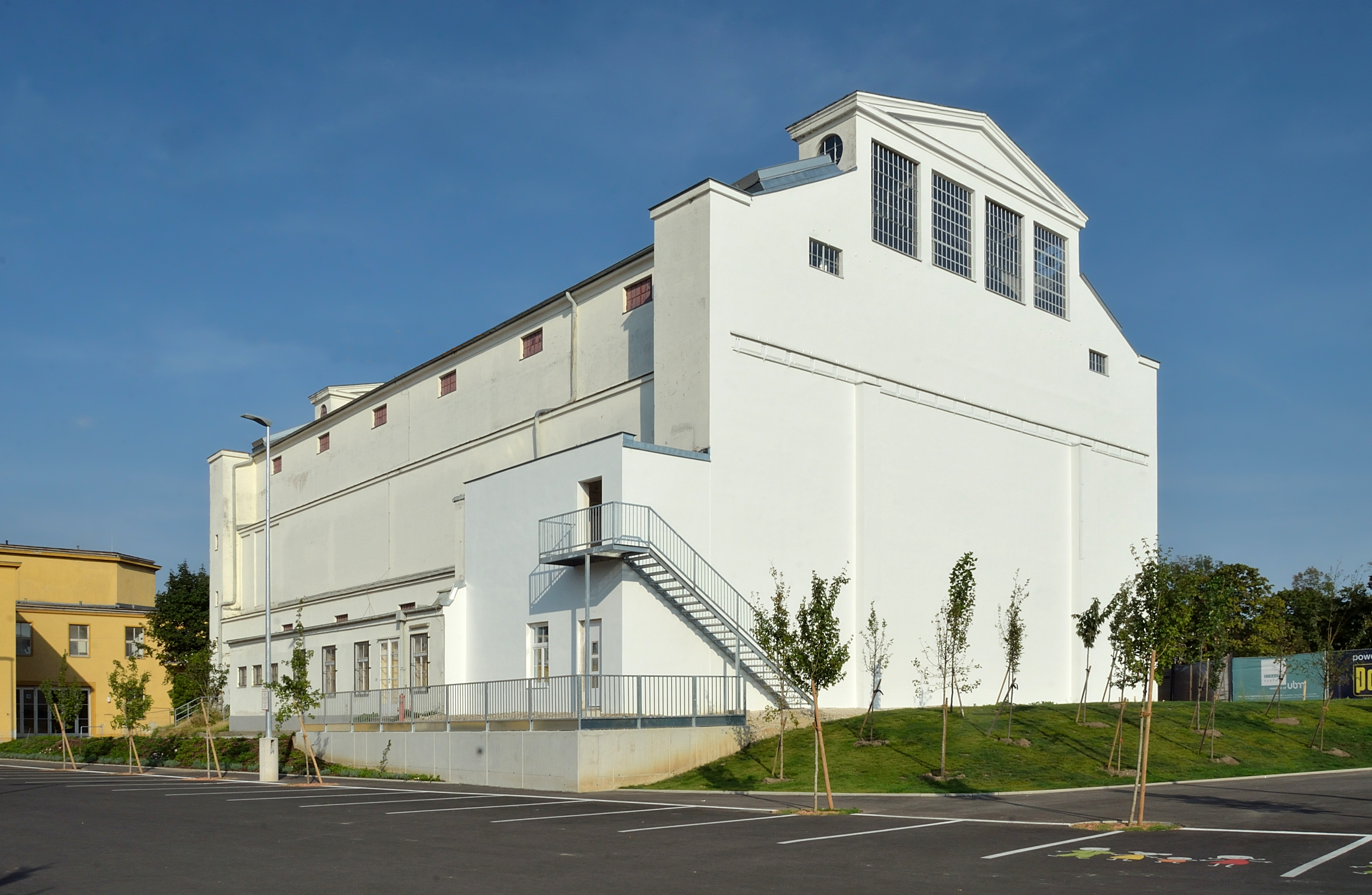
La grande halle.

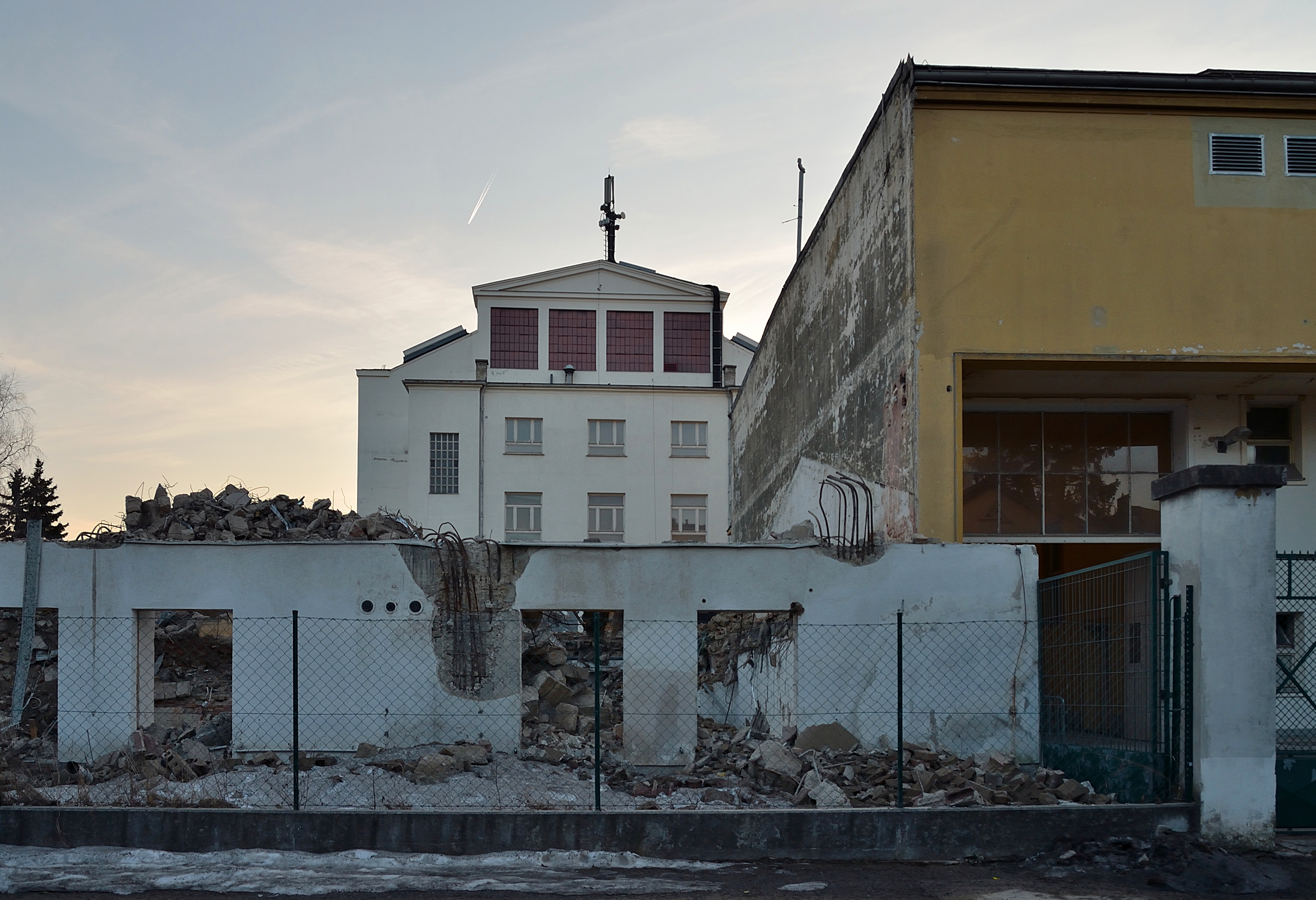
La grande halle et la démolition des studios Rosenhügel en 2015.

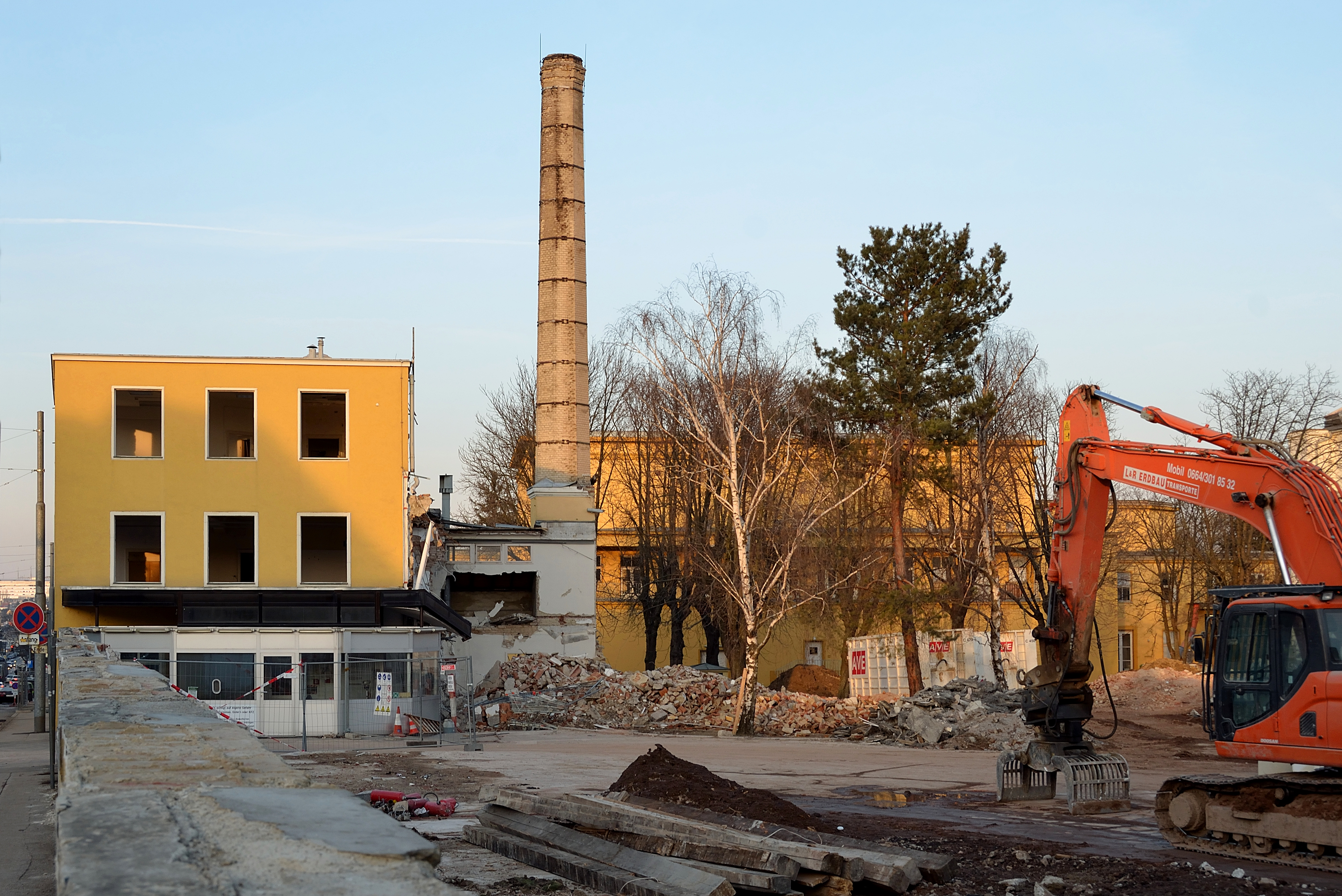
Démolition des studios Rosenhügel en 2015.

Les Studios Rosenhügel sont des studios de cinéma situés dans la capitale autrichienne Vienne. Ils ont été ouverts en 1923 et appartenaient à l'origine à la société de production Vita-Film. Après la faillite de la société l'année suivante, les studios sont repris par Sascha-Film, la plus grande des sociétés autrichiennes de l'époque. Au début des années 1930, Sascha-film s'associe à la société des films sonores Tobis allemande pour rénover les studios de production de films sonores. Un certain nombre de films à succès autrichiens y ont été produits pendant le reste de la décennie.

## Historique
Les studios de cinéma Rosenhügel ont été construits entre 1919 et 1923 par Vita-Film à Rosenhügel au sud de Vienne. À leur ouverture, ils étaient considérés comme les studios les plus grands et les plus modernes d'Autriche, devant même les studios du concurrent Sascha-Film. 
Avant même l'ouverture des studios, des tournages sont réalisés sur le site dès 1921. Par exemple, le film Samson und Delila a été achevé dès 1922. Lorsque Vita-Film a fait faillite pendant la crise économique du cinéma européen, déclenchée par un flot de films américains bon marché, les studios furent presque continuellement vides jusqu'en 1933. Puis ils ont été repris par l'ancienne industrie cinématographique autrichienne Sascha, qui n'a pas survécu non plus à la crise des années précédentes qu'en les vendant à l'allemand Tobis-Tonbild-Syndikat. Dotés du capital frais du nouveau propriétaire, les studios purent être modernisés et adaptés pour le film sonore. Le fleuron du « film viennois » des années 1930, Maskerade de Walter Reisch et Willi Forst, avec Paula Wessely, y fut tourné en 1934.
Après 1934, les studios Rosenhügel ne produisent plus de films. Les studios étaient désormais loués exclusivement à d'autres producteurs. 
Avec l' annexion de l'Autriche à l'Allemagne, les Nazis ont rapidement placé sous leur contrôle l'ensemble de l'industrie cinématographique de langue allemande. La société propriétaire des studios a également été dissoute et rétablie sous le nom de Wien-Film. 
Peu avant la fin de la Seconde Guerre mondiale, le régime nazi ordonne de faire sauter les studios, pour ne pas les laisser tomber entre les mains de l'Armée rouge. Le directeur de production des studios, Karl Hartl, a pu empêcher cela avec quelques employés. 
Après la fin de la Seconde Guerre mondiale, Vienne est divisée en zones d'occupation par les quatre puissances alliées. À ce moment-là, les « biens allemands » ont été confisqués. Alors que les studios de Sievering et le siège social de Siebensterngasse étaient aux mains des Américains, les studios Rosenhügel sont tombés aux mains des Soviétiques. Ceux-ci ont poursuivi les opérations de tournage sous le nom de Wien-Film am Rosenhügel jusqu'en 1955.
En 1990, la démolition des installations du studio menaçait, car un centre commercial était prévu à cet endroit. Avec le soutien de la ville de Vienne et du gouvernement fédéral, cela a été évité en signant un contrat de bail avec la nouvelle Filmstadt Wien StudioGesmbH, une société composée de quatre producteurs de films et d'un entrepreneur. Parmi ces actionnaires, chacun détenant entre 10 et 35 %, figure Kurt Mrkwicka, qui détenait 35 % et fut le directeur général de la société. Le nouvel opérateur a fait rénover les studios et les a rouverts en 1996 en tant que parc d'activités cinématographiques. Depuis lors, les studios ont été loués à des sociétés de cinéma et de télévision. En 2008, environ 300 personnes y étaient employées dans une vingtaine d'entreprises. 
Depuis 2014, la zone des studios de cinéma Rosenhügel est une zone de développement urbain de la ville de Vienne. Un concours d'architecture a été organisé pour repenser le quartier. 
Le plus grand des halls en acier et en béton, dont certains ont des façades en verre, le hall principal, qui a été démoli en 2015, mesurait 24 mètres de large, presque 50 mètres de hauteur et 90 mètres de long. Il y avait un bassin de trois mètres de profondeur pour les enregistrements sous-marins. Pour l'alimentation électrique des 260 lampes et 60 phares, entre autres, il y avait un système électrique séparé qui pouvait générer de l'électricité jusqu'à 4 800 ampères. À l'extérieur du bâtiment, sur la surface de 25 000 m2, il y avait une scène à ciel ouvert de 8 000 m2, qui comprenait une plaque tournante de 25 mètres de diamètre afin de pouvoir aligner les structures avec la position respective du soleil.